# Noam Mills
Noam Mills –en hebreo, נעם מילס– (Hod HaSharon, 27 de mayo de 1986) es una deportista israelí que compitió en esgrima, especialista en la modalidad de espada. Ganó una medalla de bronce en el Campeonato Europeo de Esgrima de 2010, en la prueba individual.

## Palmarés internacional
| Campeonato Europeo | Campeonato Europeo | Campeonato Europeo | Campeonato Europeo |
| Año                | Lugar              | Medalla            | Prueba             |
| ------------------ | ------------------ | ------------------ | ------------------ |
| 2010               | Leipzig (Alemania) | Medalla de bronce  | Espada individual  |